# فنسنت رولان
فنسنت رولان هو سياسي فرنسي، ولد في 1 فبراير 1970 في Moûtiers ‏ في فرنسا. نشط حزبياً في الاتحاد من أجل حركة شعبية. وقد انتخب member of the departmental council of Savoie ‏ عن دائرة Canton of Moûtiers ‏ وقد انضم خلال فترته النيابية ‏ (2 أبريل 2015 – ) للكتلة البرلمانية  وانتخب نائب فرنسي عن دائرة Savoie's 2nd constituency ‏ وقد انضم خلال فترته النيابية ‏ (21 يونيو 2017 – ) للكتلة البرلمانية Republican Right group ‏ وانتخب نائب فرنسي عن دائرة Savoie's 2nd constituency ‏ خلال فترته النيابية ‏ (19 يوليو 2002 – 19 يونيو 2007).